# Storie della Vera Croce (Masolino)
Le Storie della Vera Croce sono un ciclo di affreschi dipinto da Masolino da Panicale nel 1424 nella cappella di Sant'Elena nella chiesa di Santo Stefano degli Agostiniani a Empoli, su commissione della Compagnia della Croce.

## Storia
La decorazione della Cappella di Sant’Elena fu quasi completamente distrutta nel 1633, quando il sacello venne rinnovato in forme barocche e sulla parete di fondo venne addossato un imponente altare in pietra serena. Le campagne di ripristino condotte nel corso del Novecento hanno tuttavia riportato in luce le sinopie.
Gli affreschi furono commissionati a Masolino da Panicale nel 1424: il 2 novembre di quell’anno egli ricevette il saldo conclusivo di 74 fiorini d’oro da parte della Compagnia della Croce, la quale aveva il patronato della cappella di Sant’Elena.
Assieme alla cappella della Croce di Giorno a Volterra (e molto più di questa), e all'ancora più remoto Ciclo della Vera Croce (metà XIII secolo) nella chiesa di San Nicola  a Lanciano, il ciclo rappresenta il precedente più immediato delle celebri Storie della Vera Croce di Piero della Francesca ad Arezzo.

## Descrizione
Il ciclo di affreschi riprende la Legenda Aurea di Jacopo da Varazze, opera composta nel XIII secolo. Questa contiene la versione più famosa della Leggenda della Vera Croce, che racconta la storia del legno su cui venne crocifisso Cristo.
La cappella di Sant’Elena in Santo Stefano degli Agostiniani a Empoli è decorata da un ciclo di affreschi di cui ci restano solo le sinopie, raffiguranti alcuni episodi della Leggenda della Vera Croce, tratta dalla Legenda Aurea di Jacopo da Varazze. Le vele della volta ospitano quattro immagini connesse al sacrifico di Cristo: il Portacroce, il Crocifisso (secondo l’iconografia del Volto Santo di Lucca); il Cristo Risorto e il Cristo Eucaristico.
Le pareti sono suddivise in tre registri ciascuna. Su quella destra, nel registro superiore si trova La Regina di Saba inginocchiata col suo seguito davanti al legno che fa da ponte sull’acqua del Siloe; subito in basso compaiono L’estrazione del legno dalla piscina e La costruzione della Croce. Sul registro inferiore sono raffigurati La testimonianza della Croce e Il ritrovamento della Croce. In basso, nello spessore del muro, si apre una nicchia affrescata a trompe l’oeil con le ampolle eucaristiche.
Sulla parete sinistra, in alto nel registro superiore è raffigurata Sant’Elena che porta la croce a Gerusalemme; nel registro inferiore Cosroe, re dei Persiani, dopo aver trafugato la Croce si fa adorare e a destra Il sogno di Eraclio.
Nel terzo registro, a sinistra si vede la Decapitazione di Cosroe e a destra un gruppo di soldati ed un cavallo suggeriscono L’arrivo di Eraclio a Gerusalemme.
Nella parte più bassa delle due pareti si intravedono ancora le basi delle colonne di una finta loggia sotto la quale Masolino aveva ritratto alcuni confratelli inginocchiati verso l’altare. Sul pilastro destro si trova la sinopia di un Santo guerriero.
Nell’intradosso dell’arco d’ingresso invece vi sono dieci Santi affrescati a mezza figura (il decimo è rimasto solo in parte), inseriti in quadrilobi, che portano ciascuno una croce.

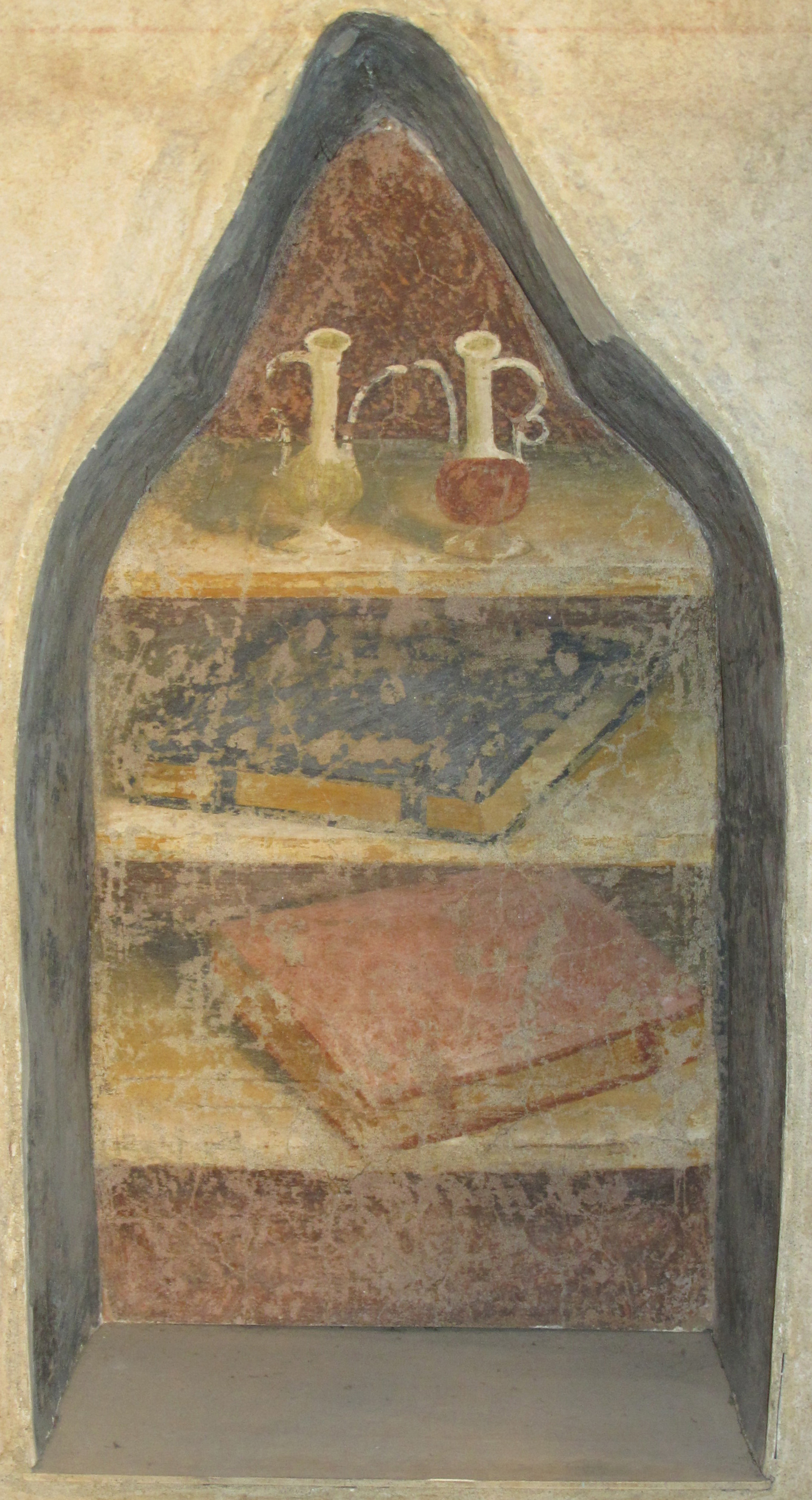
Lo stipetto

## Stile
L’artista riprende il precedente ciclo pittorico, sempre ispirato alle Storie della Vera Croce, realizzato da Agnolo Gaddi nel coro della chiesa di Santa Croce a Firenze. Rispetto ad Agnolo, Masolino sintetizza le vicende a causa del minor spazio disponibile.
Le scene di Masolino però sono dominate da una nuova concezione di spazialità nella composizione perché queste non raffigurano tanti personaggi e non sono disperse in una miriade di particolari.
Il confronto tra la Decapitazione di Cosroe e l’arrivo di Eraclio a Gerusalemme e l’affresco analogo di Santa Croce può essere molto dimostrativo della diversa concezione dei due artisti nell’affrontare lo stesso soggetto.
Nel dipinto gaddiano la folla si accalca in primo piano circondando il sovrano giustiziato, mentre a Empoli il numero degli attori è stato ridotto a un manipolo di soldati disposti a semicerchio. Inoltre, eliminando il fiumiciattolo con il ponte e il boschetto che dividono a metà la scenda nell’affresco di Santa Croce, Masolino unifica lo spazio, riuscendo a fare in modo che il corteo di Eraclio proceda dal fondo verso il primo piano, accanto all’esecuzione di Cosroe, ma senza forzate cesure tra i due momenti del racconto. La posizione stessa dei soldati dimostra come il pittore fosse in grado di rendere la successione dei piani in profondità e di rappresentare in scorcio le figure.
Inoltre la scelta di mostrare l’episodio nel momento dell’esecuzione aumenta la drammaticità della scena, concentrando l’attenzione sulla figura del re persiano curvo per la paura.
Queste soluzioni permettono allo spettatore una comprensione molto chiara degli eventi, grazie a un’immediata intellegibilità delle immagini, che provocano un intenso interesse emotivo da parte del credente. Infine la Decapitazione di Cosroe risulta una chiara anticipazione della Decapitazione di Santa Caterina in San Clemente a Roma.
Rispetto al precedente gaddiano, in quello di Masolino risultano più complesse anche le modalità di rappresentazione dell’architettura: anche se nelle scene della Leggenda Aurea permangono reminiscenze trecentesche nelle affastellate fabbriche che fanno da sfondo alla narrazione e nei rapporti dimensionali tra l’ambiente e le figure, nel registro basamentale, invece, la finta loggia è un sintomo dell’interesse del pittore per le capacità illusorie della pittura prospettica, che raggiungerà la sua massima espressione negli affreschi di San Clemente a Roma. Le basi a cipolla delle colonnine e la decorazione corinzieggiante dei soprastanti capitelli rivelano ancora l’usuale inesattezza tardogotica, denunciando una mancata attenzione da parte di Masolino per lo studio filologico dell’architettura classica.
Il gusto prospettico, comunque, è alla base anche della rappresentazione dello scaffale con libri e ampolle nella nicchia nella parte destra della cappella, dove però l’attenzione per gli effetti della luce sugli oggetti prevale su quella riservata alla riproduzione dello spazio.
Il Santo guerriero sul pilastro destro è caratterizzato da linee nette e pure che gli conferiscono un aspetto giovanile ed estremamente aggraziato. Fu Mario Salmi il primo a identificarlo come un guerriero in base all’armatura e al fatto che si appoggia con la mano sinistra ad una spada o ad uno scudo di traverso, e pensò che si trattasse di un arcangelo.
I Santi affrescati nell’intradosso, eccetto il secondo in basso a destra e il secondo in basso a sinistra, sono ritenuti dallo stesso studioso un’opera realizzata da Masolino in cooperazione con i suoi allievi: nei due santi anziani posti in cima dell’arco, ad esempio, ci sarebbe la grafia di Paolo Schiavo, l’unico allievo che seguì Masolino a Castiglione Olona. Inoltre Umberto Baldini, così come il Salmi, coglieva nei Santi una certa vigorosità nella composizione che faceva pensare a un intervento di Masaccio, poi escluso dalla critica successiva.
Sempre il Salmi sosteneva che la collaborazione di questi aiuti si allargasse anche alla decorazione delle vele della cappella, osservando i volti slargati e la visibile magrezza delle figure. Tuttavia la finezza e la simmetria delle croci ripetute nell’arco e nelle vele sono decorazioni caratteristiche di Masolino.